# Andrés Deleito

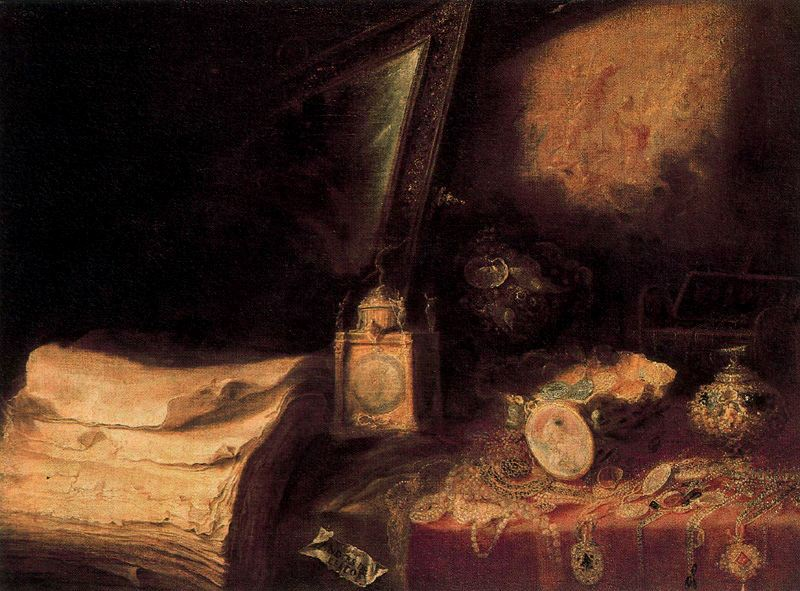
Vanitas, colección particular.

Andrés Deleito o  de Leito (documentado entre 1656 y 1663) fue un estimable y apenas conocido pintor barroco español, activo en Madrid y Segovia, recordado por Antonio Palomino como pintor de bodegones. 

## Datos biográficos y obra
Los únicos datos de su vida que se conocen, aparte de su testamento fechado en 1663, lo sitúan entre 1656 y 1662 pintando una serie de lienzos de la vida de san Francisco de Asís para el desaparecido convento de San Francisco de Segovia, en unión con un pintor castellano-leonés de apellido Sarabia, según Juan Agustín Ceán Bermúdez, para quien esos cuadros serían de mejor colorido que dibujo. En el testamento de 1663 mencionaba también el encargo de una Natividad de Cristo, que tenía por concluir, pero es poco lo que se ha conservado de su dedicación al género religioso. Lo que mejor se conoce de ella —y hasta hace poco tiempo lo único— es el pequeño lienzo con la Expulsión de los mercaderes del templo, obra firmada propiedad del Museo Nacional del Prado. Localizada la escena en un ambiente nocturno con algunas figuras a contraluz, la factura deshecha y el brillo de los colores confirman las apreciaciones de Ceán y sitúan a su autor en el pleno barroco. La aparición de su firma y la fecha 1662 en una Anunciación conservada en la iglesia segoviana de la Santísima Trinidad, al mismo tiempo que trabajaba en los lienzos de la vida de san Francisco, lo aproxima a Carreño, cuya Anunciación del Hospital de la Venerable Orden Tercera de Madrid le sirve de modelo, con su característica técnica deshecha, brillantez cromática y deficiente dibujo, especialmente en las cabezas.
Por otro lado, Antonio Palomino lo elogió indirectamente en la biografía que dedicó a Mateo Cerezo, donde decía de sus bodegones «que ningunos le aventajaron, si es que le igualaron algunos; aunque sean los de Andrés de Leito, que en esta Corte los hizo excelentes». A este género pertenecen cuatro bodegones con figuras firmados: la pareja formada por un Bodegón de carne y un Bodegón de pescado (Barcelona, Institut Amatller d’Art Hispànic) y otra pareja de bodegones de cocina con dos figuras y viandas propias de las estaciones del Otoño y el Invierno (Madrid, colección Juan Abelló). Obras igualmente a destacar son dos Vanitas que pertenecieron a los duques del Infantado, mencionadas por alguna fuente como en paradero desconocido y finalmente adquiridas en 2022 por el Ministerio de Cultura para el Prado , y una tercera Vanitas en colección particular madrileña; las tres firmadas y con la representación de la Déesis como elemento común, atribuyéndosele alguna otra pieza de este mismo género, como la Vanitas adquirida en 2001 por la Real Academia de Bellas Artes de San Fernando, aunque muy distinta de las tres anteriores por el orden con que se disponen los elementos, frente al amontonamiento con que se encuentran en las obras firmadas. A diferencia de Antonio de Pereda, con quien en alguna ocasión ha sido relacionado, Deleito, debido a esa técnica fogosa y deshecha, no parece estar interesado en la calidad táctil de los objetos —según Alfonso E. Pérez Sánchez— quedándose únicamente con el «centelleo múltiple de las luces quebradas sobre las superficies, al modo de los toscanos Cecco Bravo, Livio Mehus u Orazio Fidani, a los que, sorprendentemente, recuerda». El parentesco, si acaso, podría establecerse con la Vanitas atribuida a Pereda conservada en los Uffizi de Florencia, obra tardía en la producción de este artista y estrictamente contemporánea de lo conocido de Deleito.